# سی/۲۰۲۳ ای۳ سوچینشان اتلس
سی/۲۰۲۳ ای۳ سوچینشان اتلس یا تسوچینشان-اتلس (انگلیسی: C/2023 A3) یا C/2023 A3 (Tsuchinshan–ATLAS) دنباله‌داری از ابر اورت است که توسط رصدخانه کوه بنفش در چین در ۹ ژانویه ۲۰۲۳ کشف شد و به‌طور مستقل توسط ATLAS آفریقای جنوبی در ۲۲ فوریه ۲۰۲۳ یافت شد. این دنباله‌دار در ۲۷ سپتامبر ۲۰۲۴ از حضیض خود در فاصلهٔ ۰٫۳۹ یکای نجومی عبور کرد (۵۸ میلیون کیلومتر؛ ۳۶ میلیون مایل). در آن زمان بود که با چشم غیر مسلح قابل مشاهده شد. تسوچینشان-اتلس اندکی پس از عبور از خورشید در ۹ اکتبر با قدر ۴٫۹- به ازای هر رصد گزارش شده در پایگاه داده رصد دنباله‌دار (COBS) به اوج قدر خود رسید.

## مدار

انیمیشن سوچینشان اتلس aپیرامون خورشید
C/2023 A3•
خورشید•
عطارد•
زهره•
زمین•
مریخ

این دنباله‌دار در مداری مخالف‌گراد و در شیب ۱۳۹ درجه قرار دارد. این دنباله‌دار در ۲۷ سپتامبر ۲۰۲۴ در فاصلهٔ ۰٫۳۹۱ واحد نجومی حضیض خود را داشت. نزدیکترین فاصله به زمین در ۱۲ اکتبر ۲۰۲۴ در فاصله ۰٫۴۷ واحد نجومی بود. سی/۲۰۲۳ ای۳ سوچینشان اتلس به سیاره‌های غول پیکر منظومه شمسی نزدیک نمی‌شود.